# Saint-Honoré (Isère)
Saint-Honoré település Franciaországban, Isère megyében. Lakosainak száma 819 fő (2022. január 1.). Saint-Honoré La Valette, Villard-Saint-Christophe, Lavaldens, La Mure, Nantes-en-Ratier és Pierre-Châtel községekkel határos.

## Népesség
A település népessége az elmúlt években az alábbi módon változott:
| Lakosok száma | 324  | 525  | 715  | 805  | 806  | 806  | 814  | 810  | 812  | 819  |
|               | 1968 | 1982 | 1990 | 2006 | 2013 | 2015 | 2017 | 2019 | 2020 | 2022 |